# The Screaming Shadow
The Screaming Shadow é um seriado estadunidense de 1920, no gênero ação, dirigido por Ben F. Wilson e Duke Worne, em 15 capítulos, estrelado por Ben F. Wilson e Neva Gerber. Foi produzido pela Hallmark Pictures Corporation, e veiculou nos cinemas estadunidenses entre 26 de janeiro e 22 de maio de 1920.
Este seriado é considerado perdido.

## Elenco
- Ben F. Wilson - John Rand (creditado Ben Wilson)
- Neva Gerber - Mary Landers
- Frances Terry - Nadia
- Howard Crampton - J.W. Russell
- Joseph W. Girard - Baron Pulska
- William Dyer - Jake Williams
- William A. Carroll - Harry Malone
- Fred Gamble - Fred Wilson
- Pansy Porter - arrumadeira
- Claire Mille - arumadeira
- Joseph Manning

## Capítulos
Fonte: Library of Congress
1. A Cry in the Dark
2. The Virgin of Death
3. The Fang of the Beast
4. The Black Seven
5. The Vapor of Death
6. The Hidden Menace
7. Into the Depths
8. The White Terror
9. The Prey of Mong
10. The Sleeping Death
11. Liquid Fire
12. Cold Steel
13. The Fourth Symbol
14. Entombed alive
15. Unmasked